# Alano Canhiart
Alano detto Canhiart dall'antico bretone: Kann Yac'h (combattente vigoroso); in francese Alain Canhiart (... – 4 giugno 1058) fu Conte di Cornovaglia dal 1030 circa alla sua morte.

## Origine
Alano, secondo lo storico francese, Arthur de La Borderie, nel documento n° VIII del suo Recueil d'actes inédits des ducs et princes de Bretagne (XIe, XIIe, XIIIe siècles), lo cita come figlio del conte di Cornovaglia e vescovo di Quimper, Benedetto di Cornovaglia e della moglie Guinodeon, di cui non si conoscono gli ascendenti.
Benedetto di Cornovaglia, secondo il documento n° XLVI del Cartulaire de l'abbaye de Landevenec / publié pour la Société archéologique du Finistère par Arthur de La Borderie, era figlio del conte di Cornovaglia, Budic e della moglie di cui non si conoscono né il nome né gli ascendenti.

## Biografia
Alano viene citato nel documento n° CCCLVI del  Cartulaire de l'abbaye de Redon en Bretagne, datatp 1021, inerente al ripristino di un diritto dell'abbazia di Redon, assieme al duca di Bretagna, Alano III Rebrit e a suo fratello, Oddone I di Penthièvre.
Nel 1026 circa, secondo il Ex Chronico Briocensi, Alano sposò la contessa di Nantes, Giuditta. Giuditta di Nantes, ancora secondo il Ex Chronico Briocensi, era figlia del conte di Nantes, Judicael di Nantes, discendente dai conti di Nantes; infatti Judicael di Nantes, secondo La chronique de Nantes, era il figlio illegittimo primogenito del conte di Vannes e di Nantes e duca di Bretagna (dal 960 al 981), Hoel I, a sua volta figlio illegittimo primogenito del conte di Vannes e di Nantes e duca di Bretagna, Alano II Barbatorta, e della sua amante (come ci conferma anche lo storico bretone, Guy Alexis Lobineau, nel suo Histoire de Bretagne, Tome I), Giuditta († dopo il 952), di cui non si conoscono gli ascendenti, come ci conferma anche il documento n° XXXIX de La chroniques de nantes.
Ii matrimonio viene confermato anche da un documento del Cartulaire de l´abbaye de Sainte-Croix de Quimperlé, datato 1029, in cui Alano e Giuditta sono citati come marito e moglie.
Ancora nel 1029, Alano, conte di Cornovaglia, secondo il documento n° IX del Recueil d'actes inédits des ducs et princes de Bretagne (XIe, XIIe, XIIIe siècles), fondò l'abbazia (Alano comite Chanarth, ejusdem fundatore, Cornubiam regente) di Sainte-Croix di Quimperlé.
Il documento n° VIII del Recueil d'actes inédits des ducs et princes de Bretagne (XIe, XIIe, XIIIe siècles), datato circa 1030, si riferisce alla fondazione di un monastero da parte del padre di Alano, Benedetto, in cui vengono citati anche Alano Canhiart, la moglie, Giuditta ed il figlio, Hoel.
Sempre in quel periodo Alano (Alanus Cornugallie comes) fu tra i fondatori di un'altra abbazia: l'abbazia di Saint-Georges di Rennes, assieme al duca di Bretagna, Alano III Rebrit (Alanus Britannice gentis dux atque princeps) e a suo fratello, Oddone I di Penthièvre (Eudo meus germanus), come ci conferma il Cartularium abbatiae Sancti Georgii Redonensis.
Il Chronicon Kemperlegiense riporta la morte di Alano (Alanus Comes Cornugalliæ, Kemperlegiensis monasterii fundator et pater) nel 1058, mentre il Chronici Fragmentum del Cartulaire de l´abbaye de Sainte-Croix de Quimperlé che Alano (consul Alanus cognomento Cainard) morì 30 anni dopo aver costruito l'abbazia di Sainte-Croix a Quimperlé (1058) e fu sepolto nella cappella della Beate Virginis Marie adiacente alla chiesa di Saint-Corentin di Quimper. Infine i Necrologi di Landévennec riportano la data esatta della morte di Alano: il 4 giugno (pridie Non.Jun.) del 1058.
Ad Alano, come conte di Cornovaglia succedette il figlio primogenito Hoel

## Discendenti
Alano da Giuditta ebbe sette figli:
- Hoel[4][16] ( † 13 aprile 1084), duca di Bretagna
- Orguen o Agnese ( † dopo il 1056), che aveva sposato il primo Conte di Penthièvre e duca reggente di Bretagna. Oddone I di Penthièvre, come risulta dal documento di donazione n° DCLXXVII del Cartulaire de l´abbaye de Saint-Aubin d'Angers, tome II, redatto tra il 1056 stesso ed il 1060[17].
- Budic[18] ( † 1091 secondo il documenton° LXII del Cartulaire de l´abbaye de Sainte-Croix de Quimperlé[19])
- Quiriac ( † 1076/8), vescovo di Nantes
- Benedetto[19] ( † 2 gennaio 1115), vescovo di Nantes.
- Una femmina, che, in seconde nozze, sposò Normanno, signore di Montrebel
- Hodierne[1], badessa.

### Fonti primarie
- (LA)  La chroniques de nantes.
- (LA)  Recueil d'actes inédits des ducs et princes de Bretagne (XIe, XIIe, XIIIe siècles) di Arthur Le Moyne de La Borderie.
- (LA)  Cartulaire de l'abbaye de Landevenec / publié pour la Société archéologique du Finistère par Arthur de La Borderie.
- (LA)  Cartulaire de l´abbaye de Saint-Aubin d'Angers, tome II.
- (LA)  Rerum Gallicarum et Francicarum Scriptores, tomus XII.
- (LA)  Cartulaire de l'abbaye de Redon en Bretagne.
- (LA)  Cartulaire de labbaye de Saint-Georges de Rennes.
- (LA)  Cartulaire de l´abbaye de Sainte-Croix de Quimperlé.
- (LA)  Stephani Baluzii Miscellaneorum, Liber I.

### Letteratura storiografica
- Louis Halphen, "La Francia dell'XI secolo", cap. XXIV, vol. II (L'espansione islamica e la nascita dell'Europa feudale) della Storia del Mondo Medievale, 1999, pp. 770–806.
- (FR)  Lobineau, G. A. (1707) Histoire de Bretagne (Paris), Tome I.
- (FR)  La chroniques de nantes.